# Widziane z Polski
Widziane z Polski – program nadawany w TVP Info w latach 2017-2019 o tematyce zagranicznej widzianej z polskiej perspektywy. Emitowany był od poniedziałku do piątku o 18:43 (wcześniej o 23.55). Zastąpiony na antenie programem O tym się mówi.

## Prowadzący
- Arleta Bojke
- Marcin Czapski
- Marcin Przasnek
- Marta Radziach
- Sandrine Meunier
- Paweł Zieliński